# Alphonse Mex
Alphonse Mex, né à Yvorne le 4 décembre 1888 et mort à Bex le 26 mai 1980, est un écrivain, poète et auteur dramatique suisse d’origine valaisane et d’expression française. Auteur de romans, de recueils de poésie et de pièces de théâtre, il est bourgeois d’honneur de la ville d’Aigle dont une place porte son nom, et titulaire de nombreuses distinctions littéraires.

## Biographie
Issu d’une famille du Val de Bagnes, son père, comme bien de ses contemporains montagnards, émigra en plaine, et dans le canton de Vaud, vers le milieu du XIXe siècle, en raison des difficultés économiques rencontrées alors dans les régions d’altitude ; il s'établit dans le village d’Yvorne pour y cultiver la vigne. 
Alphonse Mex fréquente l’école primaire d'Yvorne et le collège secondaire d’Aigle, avant de suivre un stage de notariat et de faire carrière dans l’administration : il devient successivement greffier de la justice de paix du cercle d'Aigle de 1910 à 1918, puis officier d'État civil et secrétaire municipal à Leysin de 1918 à 1920. Il se tourne ensuite vers le secteur des assurances, en tant qu'inspecteur principal de la Winterthour pour le canton de Vaud. Établi dans la région de Montreux, il est conseiller communal dans la commune des Planches de 1929 à 1934. Quelques années plus tôt, en 1926, il est reçu par la Société des gens de lettres.
Les débuts de sa création littéraire, dans les années 1920, se caractérisent surtout par sa production théâtrale à couleur locale eut qui connait une audience régionale. Il est également l'auteur, pendant la même période, de récits et de contes. Il s'oriente ensuite vers la poésie classique et livre une trilogie poétique entre 1955 et 1960 qui lui vaut plusieurs récompenses. Parallèlement à ses activités administratives et littéraires, Alphonse Mex collabore à plusieurs journaux et revues, tels que la Feuille d'Avis d'Aigle, le Journal de Montreux, la Gazette de Lausanne, ou L'Illustré. 
En 1974, sa pièce de théâtre La Grande Mascarade, est mise en scène par Gil Pidoux dans la salle de l'Aiglon à Aigle. 
Marié à deux reprises, il eut de sa première épouse, Gabrielle Meylan, deux enfants : Maurice et Rachel. Il allait perdre sa femme en 1938, tout comme sa fille Rachel, cette dernière âgée de 22 ans seulement et malade de la tuberculose. Son fils Maurice, également tuberculeux, séjourna 5 ans à Leysin avant de pouvoir retourner à la vie civile. Alphonse Mex épousa en 1939 Claudine Ronchi, née Berger (1891), qui ne lui donna pas d’enfant et mourut en 1957.

## Œuvres
- La Politique à Sami (comédie villageoise en 3 actes), 1922, Foetisch frères, Lausanne –  Rouart, Lerolle & Cie, Paris.
- Mystification (vaudeville en 2 actes), 1923, Foetisch frères, Lausanne.
- Contes du Pays romand, 1924, Pache-Varidel
- La Cour des miracles (farce en 1 acte), 192, Cherbuin, Montreux.
- Amour et politique (récit), 1926, Gonin & Cie, Lausanne.
- Conscience (poésie), 1927, Montreux.
- Le Jardin du Mal (roman), 1930, Sté de l’Impr. Montreux.
- Oiseaux de passage (comédie en 3 actes), 1934, Éditions romandes, Montreux.
- Les Mobs de 1914 à 1918 (étude) racontés par nos soldats, 1934, Haeschel-Dufey, Lausanne  (Avec A. Cerf et V. Grandvaux).
- La Main noire (roman), 1935, Éditions romandes, Montreux.
- Panne d’amour (opéra comique en 3 actes), 1937, Cherbuin, Montreux.
- Youp la Bloum ! (comédie en 1 acte), Pro Arte, Liège.
- Désarmement  (comédie satirique en 1 acte), 1938, Pro Arte – Liège, Territet.
- Les Rimes du fou de pique (poésie), 1943, Boinnard, Aigle.
- Guérilla (drame en 3 actes), 1944, Éditions romandes, Montreux.
- La Grande Volière (théâtre), 1946, Éditions romandes, Montreux.
- Mon rêve et ma foi (poésie), 1955, Éditions Perret-Gentil, Lausanne.
- Le Rhône  (étude), 1957, Sagro, Bex, Monthey.
- L’Idéal humain (poésie), 1958, Rodez : Subervie.
- La Voix du silence  (poésie), 1960, Perret-Gentil, Lausanne.
- Aigle, Yvorne, Corbeyrier (étude), 1966, Griffon, Neuchâtel. (Avec Paul Anex, photos Max-L. Chiffelle).
- Dans la splendeur d’un chant de France, l’œuvre épique de Wilfrid Lucas. (étude), 1966, Caron, Caen.
- La Grande Mascarade (comédie en 3 actes), avec Paul Roby, 1969, mise en scène de Gil Pidoux.

## Prix
- 1927 : diplôme d'honneur de la Société académique d'histoire, Paris.
- 1955 : mention d’honneur du grand prix de poésie classique de Paris.
- 1956 : prix de poésie de l'académie d'Alsace.
- 1960 : prix de poésie de la Société des gens de lettres.
- 1962 : 1er prix de poésie des Arts-Sciences-Lettres, Paris.
- 1962 : médaille d'honneur de la ville de Paris.
- 1964 : médaille de vermeil de la Société académique Arts-Sciences-Lettres, Paris.
- 1970 : médaille d'or des Arts-Sciences-Lettres, Paris.
- 1970 : prix Wilfried-Lucas de l'académie d'Alsace.

## Titres
- Officier des Palmes académiques du ministère de l’éducation nationale, France.
- Officier du Mérite poétique de l'académie des poètes classiques.
- Membre de la Société des gens de Lettres de France.
- Membre de la Société des écrivains suisses.
- Membre de la Société des écrivains valaisans.
- Membre de l'académie d’Alsace (correspondant).
- Membre de l'académie Berrichonne (titulaire).
- Membre d'honneur de l'Académie des beaux-arts du Valais.
- Bourgeois d’honneur de la Ville d'Aigle en 1964 (28 décembre, Église du Cloître), le 4e de la cité, après Gustave Doret, Frédéric Rouge et Eugène Bonnard.

## Sources
- Bibliothèque Cantonale et Universitaire de Lausanne
- Bibliothèque du Chablais
- Site de la Société des Gens de Lettres
- Arts-Sciences-Lettres